# Angra 1
 Angra 1 es una central nuclear brasileña que forma parte del complejo Central Nuclear Almirante Álvaro Alberto. Está situada en la playa de Itaorna, en Angra dos Reis, y fue la primera central del programa nuclear brasileño, que actualmente cuenta también con las centrales Angra 2, en servicio, y Angra 3, en construcción, más dos nuevas centrales que serán construidas en la región del Noreste, conforme a los planes de la Empresa de Pesquisa Energética - EPE.

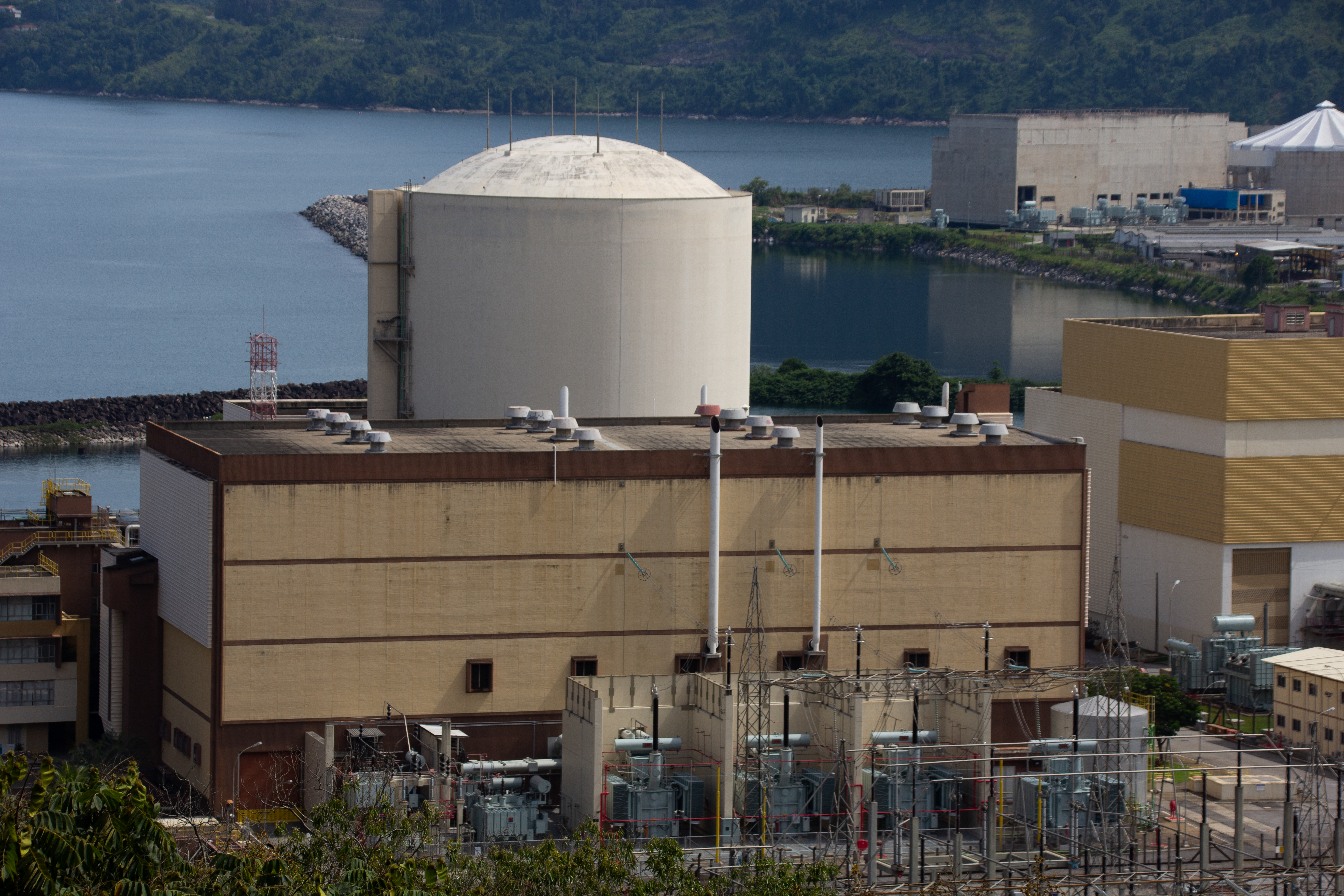
Angra 1

## Historia
Angra 1 inició los trabajos de construcción en 1972, habiendo recibido licencia para operar comercialmente de la Comisión Nacional de Energía Nuclear - CNEN en diciembre de 1984. Es una central del tipo PWR (Pressurized Water Reactor), en la que el núcleo es refrigerado por agua leve, desmineralizada. Fue construida por la compañía Westinghouse y es gestionada por la compañía Eletronuclear.
Su potencia eléctrica nominal bruta es de 640 MW.